# Iglesia de Santa María de la Asunción (Zumárraga)
La iglesia de Santa María de la Asunción es un inmueble de la localidad española de Zumárraga, en la provincia de Guipúzcoa.

## Descripción
El edificio se encuentra en la localidad española de Zumárraga, perteneciente a la provincia de Guipúzcoa, en la comunidad autónoma del País Vasco. Se menciona como iglesia parroquial del lugar en el Diccionario histórico-geográfico-descriptivo de los pueblos, valles, partidos, alcaldías y uniones de Guipúzcoa (1862) de Pablo de Gorosábel, donde aparece descrita con las siguientes palabras:

La iglesia parroquial de esta villa es de la advocacion de Santa María de la Asuncion; cuyo patrono es el poseedor de la casa solar palacio de Lazcano, que en el dia es el marqués de Valmediano. Hállase servida por un vicario y tres beneficiados, de presentacion del mismo. Es templo de buena arquitectura, elegante y lucido, con hermoso pórtico exterior de piedra sillar bien labrada por el costado de oriente y norte. Su fábrica es de fines del siglo diez y seis y principios del diez y siete; ejecutada por el maestro Juan de Aguirre. La nueva torre de campanas se construyó el año de 1713. La primitiva parroquia, de la misma advocacion, fué la iglesia que en el dia se denomina la Antigua; situada en una sierra alta, áspera y apartada de toda poblacion en la falda del monte llamado Beloqui. No había en este paraje mas casa que la del cura párroco, y en las cercanías otras tres ó cuatro. Por esta razon los habitantes de la parte baja de la jurisdiccion, que con frecuencia se veían privados de los sacramentos, solicitaron con empeño el año de 1565 la traslacion de la parroquia á este sitio, como mas cómodo para la mayoría del vecindario. Se opuso á esto el patrono D. Felipe de Lazcano; lo cual ocasionó un litigio, seguido primero en el tribunal eclesiástico, y despues en el consejo real. Observados los trámites regulares, se falló definitivamente en 29 de enero de 1573; mandando que se librase real provision; para que el obispo de Pamplona hiciese la traslacion de la parroquia, conforme al parecer que emitió durante el curso del pleito. Por otra providencia del mismo supremo tribunal de 22 de mayo de 1574 se declaró que la anterior se entendiese sin perjuicio del derecho que Lazcano tenía al patronato. Consiguientemente el ilustrísimo obispo D. Antonio Manrique y Valencia, constituido personalmente en santa visita en esta villa el 14 de octubre de 1576 señaló el sitio donde se debía edificar la nueva iglesia parroquial. Habiendo ocupado el mismo dia una casa inmediata, la habilitó para este objeto, y trasladó á la misma el santísimo sacramento; con lo cual desde entonces la antigua parroquia quedó reducida á ermita, como se halla en el dia.
(Gorosábel, 1862, pp. 648-649)